# Daniil Harms

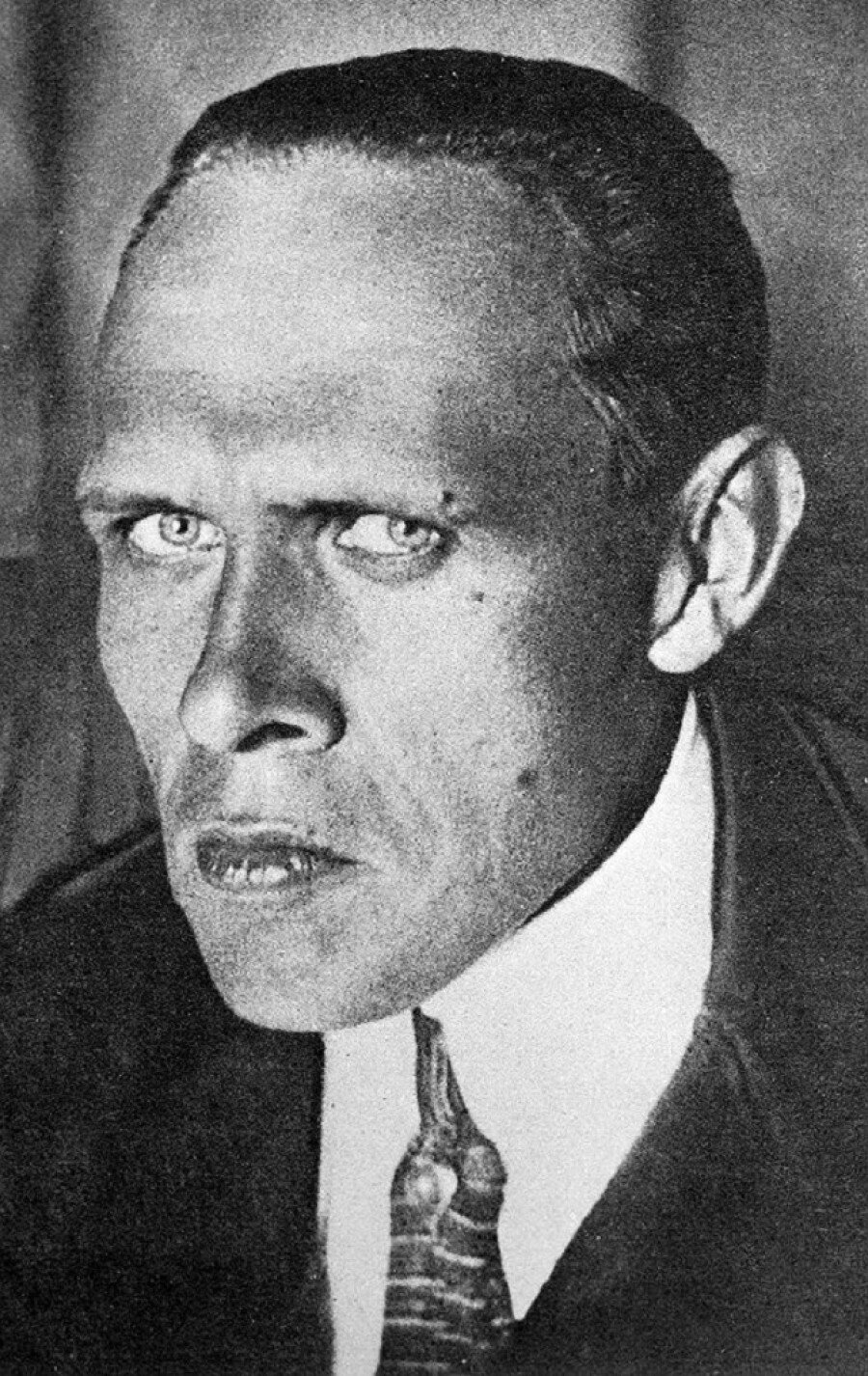

Daniil Harms (rusă: Даниил Иванович Хармс) (30 decembrie S.V. 17 decembrie  1905 — 2 februarie 1942), a fost un reprezentant al avangardei literare rusești.

## Viața și opera
Născut Daniil Ivanovich Yuvachev (Даниил Иванович Ювачёв) în St. Petersburg, scriitorul și-a ales aproximativ 30 de pseudonime, dintre care cele mai frecvente au fost Kharms (de la "Charms" - farmec(-e) în limba engleză) și Harms (semnificând, tot în engleză, "vătămări"). A fost fiul unei institutoare și al unui ofițer de marină care fusese închis în timpul Rusiei țariste datorită vederilor anarhiste, devenind după perioada de detenție pacifist tolstoian. Tânărul Daniil a avut parte de o educație severă la Școala Sf. Petru din St. Petersburg, unde învăță germana și engleza. În 1924 începu să studieze electrotehnica în orașul de baștină, în 1925 istoria artei. Nici unul din cele două studii nu le va absolvi.  
În 1925 Harms debutează ca recitator pe scena unor teatre mărunte, în 1926 el se înscrise în Asociația Poeților din Leningrad. În același an i se publică prima poezie. Inițial apropiat cercului futuriștilor și deci lui Vladimir Maiakovski, poetul își desfășoară apoi activitatea literară conform unui propriu program, care nu prevedea distanțarea față de principiile lingvistice caracteristică poeziei "de dincolo de rațiune" ("sa'umniki") a futurișilor ruși, ci doar transformări fonetice ale cuvintelor, fără jocuri semantice. Absurdul este obținut la Harms prin asocierea paradoxală de noțiuni.
Harms înființează în 1926 împreună cu Alexandr Wedenski "Școala Cinari", care declara programatic lupta împotriva simțului comun și a mediocrității. Membrii acestei școli reprezentau toate domeniile creației artistice, cel al liricii, al teatrului, al cinematografiei, al muzicii și al artelor plastice. Din această școală se născu apoi, în 1927, mișcarea dadaistă "Oberiu". Literatura mișcării, caracterizată de umorul absurd, nu a fost acceptată de către autoritățile sovietice. Grupul a fost așadar interzis doar la câteva luni după înființare. 
Începând cu anul 1928 poetul va colabora și cu diverse reviste pentru copii: "Ciș" ("Scatiul"), "Ioș" ("Ariciul"), sau  "Sverciok" ("Licuriciul"). Datorită modului inconvențional de a scrie povestioare și poezii el a fost arestat consecutiv în anii 1931 și 1932, ultima dată fiind exilat împreună cu Wedenski la Kursk.
În timpul vieții Harms a publicat doar câteva poezii și povestiri pentru copii. Poetul declară adesea că nu-l interesează decât chestiunile lipsite de sens și de un scop practic. După arestările din anii treizeci scriitorul își va scrie opera în ascuns, nemaiîndrăznind să comunice literar nici cu cei mai apropiați prieteni. Printre creațiile sale se numără balade absurde, mistificări matematice, rugi la adresa unui Dumnezeu absent, miniaturi în proză și piese de teatru.  Această operă s-a putut păstra în manuscris datorită scriitorului Iacov Druskin, care făcu posibilă în 1967 publicarea primelor texte de Harms în Literaturnaia gazeta. Poetul intră în atenția publicului din întreaga lume începând cu anul 1978, odată cu apariția primului din cele patru volume de poezii în original și în traducere germană într-o editură din Bremen.  
Personajele lui Harms nu au identitate, ci rămân în postura unor statiști. Ele sunt caracterizate sumar prin setea de a trăi și de a cunoaște, senzualitate și o agresivitate instinctivă. Discursul lor analizează aproape în mod deconstructivist mecanismele sociale și nu duce decât la rezultate tautologice. Astfel, un filosof care este un alter ego al scriitorului ajunge la concluzii neutilizabile, un student de fizică îndrăgostit vede în mod halucinant doar corpuri care se atrag, un pasionat de bricolaj dorește să observe electricitatea cu ajutorul microscopului. Aceste strădanii își află deseori sfârșitul într-un gol simbolizat de cifra zero, formată de exemplu de cercurile care se lărgesc pe suprafața apei și dispar. Rugile sunt adresate cu atitudinea tipică liricii baroce unui Deus absconditus și îl caracterizează pe adresantul lor, ele sunt ca și acțiunile absurde legate de masca pe care o adoptă fiecare personaj. În ipostaza de artist, eul liric își dorește de la creator o stăvilire a fluxului creației, în cea de om în "état de nature" (Rousseau), un remediu pentru concupiscența sa.
Scriitorul a murit probabil din cauza subnutriției în timpul asediului german al Leningradului, închis în secția de psihiatrie a unei închisori sub pretextul că literatura sa pentru copii este subversivă și nefastă, deoarece ar fi întrebuințat mijloacele de expresie ale mișcării "Oberiu".

## Opera

### Ediții în limba rusă
- Daniil Charms: Izbrannoe, ed. și introducere de George Gibian, Würzburg : Jal-Verlag 1974 (= colloquium slavicum 5).
- Daniil Charms: Sobranie proizvadenii, ed. de Mihail Meilah și Vladimir Erlia (Center for the Study of Slavic Languages and Literatures, The Hebrew Univ. of Jerusalem), vol. I: Sihotvorenia 1926 - 1929. Komedia goroda Peterburga, Bremen: K-Presse 1978 (= Corpus oberiutianum 2).
- Daniil Charms: Sobranie proizvadenii, ed. de Mihail Meilah și Vladimir Erlia (Center for the Study of Slavic Languages and Literatures, The Hebrew Univ. of Jerusalem), vol. II: Sihotvorenia 1929 - 1930. Lapa. Gvidon, Bremen: K-Presse 1978 (= Corpus oberiutianum 2).
- Daniil Charms: Sobranie proizvadenii, ed. de Mihail Meilah și Vladimir Erlia (Center for the Study of Slavic Languages and Literatures, The Hebrew Univ. of Jerusalem), vol. III: Stihotvorenia 1931 - 1933, Bremen: K-Presse 1980 (= Corpus oberiutianum 2).
- Daniil Charms: Sobranie proizvadenii, ed. de Mihail Meilah și Vladimir Erlia (Center for the Study of Slavic Languages and Literatures, The Hebrew Univ. of Jerusalem), vol. IV: Stihotvorenia 1933 - 1939, Bremen: K-Presse 1988 (= Corpus oberiutianum 2).
- Daniil Charms: Zagadocnye kartinki, Moscova 1980.
- Daniil Charms: Vsë podrjad : chronologiceskoe sobranie socinenij v 3-ch tomach, ed. de Igor Zacharov, 3 vol., Moscova 2005.

### Traduceri în limba germană
- Daniil Charms: Fälle. Prosa, Szenen, Dialoge, trad. de Peter Urban, Frankfurt a. M. 1970.
- Daniil Charms: "Die Wanne des Archimedes". Gedichte, trad. de Peter Urban Verlag Edition Korrespondenzen, Viena 2006. (recenzie de Kerstin Holm în Frankfurter Allgemeine Zeitung, 07.03.2007, Nr. 56, p. 34).
- Daniil Charms: Călătoria în Brazilia, piesă de teatru reprezentată în 2005 și pe scena Teatrului German de Stat Timișoara.

### Traduceri în limba română
- Daniil Harms: Mi se spune capucin, culegere de povestiri, traducere, prefață și note de Emil Iordache, Iași 2002, ISBN 973-681-058-5.

- Daniil Harms, Un spectacol ratat, traducere de Ioan Radin - Peianov, Ed. Junimea, Iași, 1982  (culegere de povestiri)

## Harms în cinematografie
Cazul Harms (1988), film prezentat la Cannes de regizorul iugoslav Slobodan D. Persic.